# Communications Engineering
Communications Engineering — рецензований науковий журнал із відкритим доступом, який публікує високоякісні дослідження, огляди та коментарі в усіх галузях інженерії та техніки, та усіх наук, що досліджують питання, проблеми та виклики сучасної інженерії.
Дослідницькі статті, опубліковані в журналі, є значними досягненнями для спеціалізованої галузі досліджень.
Communications Engineering публікується видавництвом Nature Portfolio (Springer Nature) з 2022 року.

## Цілі та сфера застосування
Communications Engineering публікує високоякісні дослідження, огляди та коментарі в усіх галузях техніки. Також журнал публікує редакційні статті, основні моменти досліджень, питання та відповіді та точки зору, що відображають аналіз і думку редакційної команди та ширшої інженерної спільноти. 
Журнал входить до сімейств журналів Communications бренда Nature, з першим і одним з найцитованіших в світі — Nature Communications, разом з Communications Biology, Communications Chemistry, Communications Psychology, Communications Materials, Communication Physics та Communications Earth & Environment.
Сфера діяльності журналу охоплює всі галузі техніки, включаючи (але не обмежуючись ними):
- Цивільна інженерія (будівництво)
- Екологічна інженерія
- Морська та океанічна інженерія
- Хімічна інженерія
- Біомедична інженерія
- Робототехніка та кібернетика
- Нанотехнології та наноінженерія
- Електротехніка та електроніка
- Аерокосмічна техніка
- Машинобудування
- Промислова та виробнича інженерія
- Матеріалознавство та металургія
- Наукові інструменти та методики

Також журнал зацікавлений в публікаціях на перетині інженерії з іншими науковими дисциплінами, такими як біологія, хімія та фізика, де центральний прогрес дослідження становить інтерес для інших інженерів.